# Acha acha cucaracha: Cucaño ataca otra vez
Acha acha cucaracha: Cucaño ataca otra vez es una película documental de Argentina filmada en colores dirigida por Mario Piazza sobre su propio guion que se estrenó el 20 de abril de 2017. La investigación del tema se basó en un trabajo de Caren Hulten.

## El director
Mario Piazza nació en Nueva York en 1956 y desde los 10 meses de edad vive en Rosario. En 1978 realizó el cortometraje Sueño para un oficinista (1978), que se exhibió en los recitales del grupo Irreal, que ejecutaba en vivo la banda sonora del filme. Más adelante dirigió varios documentales que fueron galardonados en festivales. Declarado Cineasta Distinguido de la ciudad por el Concejo Municipal de Rosario en 2004, es uno de los miembros que fundaron la Asociación Rosarina de Documentalistas en septiembre de 2010, y fue elegido como su primer presidente, en diciembre de 2011.

## Sinopsis
Documental sobre Cucaño, un grupo de arte experimental nacido en 1979 en Rosario, cuando gobernaba Argentina una dictadura militar, integrado por jóvenes que se dedicaron a la plástica, la poesía y el arte instantáneo en plena calle.

## Producción
Si bien el arte de Cucaño puede ser considerado efímero porque no hay registros de sus intervenciones ni de sus puestas teatrales, sino solamente de su música, ha quedado su mito y, por otra parte, la mayoría de sus protagonistas están presentes en sus cincuenta y tantos años, con su bagaje de memorias e ideales. En 2015 se filmaron casi todas las entrevistas con los protagonistas y los testigos de esta historia. La producción tuvo el apoyo de Espacio Santafesino y del Instituto Nacional de Cine y Artes Audiovisuales. La mayor parte de las entrevistas se hicieron en Rosario, pero otras se buscaron en otras ciudades del país así como en Estados Unidos e Italia. Se usaron fotografías conservadas por los propios protagonistas y una filmación en Súper 8 hecha en San Pablo, Brasil.

## Comentario
La Asociación Amigos de Bellas Artes expresó de la película:

”Uno de los documentales más vivos de la edición 2017 del Bafici…el registro caótico y rico de la experiencia de Cucaño, un grupo de arte experimental que decidió mover esquemas en los duros años de la última dictadura militar argentina….La película contiene material de archivo, registros urgentes e inmediatos de aquellas actividades que unían la diversión con el desafío. Por sí mismo, ese material es una obra de arte, un constante work in progress. Pero el filme no se detiene allí, ni tampoco celebra, únicamente, un momento perfecto y perdido: es también la historia de qué sucedió con los protagonistas, con aquel grupo. Dónde están los jóvenes de ayer y qué permanece de ellos. Una reflexión sobre el tiempo y el instante, caótica como toda obra de Cucaño, como su obra máxima.